# Duakoran
Duakoran is een bestuurslaag in het regentschap Belu van de provincie Oost-Nusa Tenggara, Indonesië. Duakoran telt 1116 inwoners (volkstelling 2010).